# موسى إبراهيم
موسى إبراهيم  (1974-)؛ سياسي ليبي وناطق رسمي للحكومة الليبية خلال فترة الحرب الأهلية الليبية عام 2011. وينتمي لقبيلة القذاذفة وهي نفس قبيلة الزعيم الليبي معمر القذافي، درس العلوم السياسية في جامعة إكسيتر بالمملكة المتحدة، حاصل على الدكتوراة في فنون الإعلام من كلية رويال هولواي، جامعة لندن في أيار/مايو 2010.
صرح إبراهيم لشبكة سكاي نيوز قائلا : «عشت في لندن لمدة 15 عاما وأعرف كل شارع بلندن وأعرف جيدا مدى كياسة وأدب الشعب البريطاني»قتل شقيقه زعم من قبل «مروحية اباتشي» تابعة لحلف الناتو في الزاوية، في 19 أغسطس 2011.
خلال معركة في طرابلس، دعا إلى وقف لإطلاق النار وألقى باللوم على حلف شمال الأطلسي والغرب للوضع، وقال إن الأطراف المتصارعة يجب الجلوس والتفاوض، على الرغم من انه قال أيضا أن الآلاف من الجنود المحترفين كانوا على استعداد للدفاع عن طرابلس ضد قوات الثوار خلال انطلاق انتفاضة داخل العاصمة، وكذلك تلك التي تتقدم نحو المدينة من الزاوية.
أشيع أنه قتل على يد الثوار عند محاولتهم لدخول سرت بتاريخ 15/9/2011، ظهر في قناة الرأي لصاحبها مشعان الجبوري في 16/9/2011 وكذب الإشاعة. حيث اختار مصر مقرًا ومسكنًا له.

## مؤلفاته
- 2020: الحديقة الغدامسية - رواية.[5][6]
- 2024: تخوم جرامشي العابرة - أدب الرحلة.[7][8]

## الجوائز
- 2024: جائزة ابن بطوطة لأدب الرحلة.[8]

## وصلات خارجية
- موسى إبراهيم المتحدث باسم القذافي 19 مارس 2011 على يوتيوب
- موسى إبراهيم: كيف تم بلورة الشأن الليبي في المملكة المتحدة
- لقاؤه مع أندرسن كوبر مؤكدا علي تعاطي الثوار لعقاقير هلوسة على يوتيوب